# 大塚太心
大塚太心（おおつかたいしん、1972年11月28日 - ）は、広島県出身の俳優である。

## 来歴
10代の頃は、寝る間も惜しんで遊びに夢中。21歳、角海老宝石ボクシングジムに励む。25歳、劇団東京ヴォードヴィルショー（主宰・佐藤B作）養成所入団する。
その後、フリーでオーディションを重ね舞台を中心に役者活動を本格的に始める。2007年映像制作ユニット　東京ゲリラムービーズに俳優として参加する。東京ゲリラムービーズ初作品「HYPO」がメキシコ国際映画祭ブロンズパルムアワードに入選し、ルナティックショートフィルムフェスティバル清水崇賞受賞している。俳優中松俊哉と映画監督前田直樹とは深い付き合いである。

## 出演

### 映画
- 東京ゾンビ
- パッチギ! LOVE&PEACE
- ピューと吹く!ジャガー
- GOEMON
- HYPO
- 捜査線-LINE OVER-

### テレビドラマ
- 仮面ライダー555 - サングラスの男 役
- 特命係長 只野仁
- 嫌われ松子の一生
- 新選組!
- 蝉しぐれ